# Городской стадион Ханкенди
Городской стадион Ханкенди (азерб. Xankəndi şəhər stadionu) — многоцелевой спортивно-концертный стадион в городе Ханкенди в Азербайджане. Вместимость — 15 тысяч мест.

## История
Стадион был построен в 1956 году в городе Степанакерте (ныне Ханкенди) Нагорно-Карабахской АО Азербайджанской ССР и изначально носил имя Иосифа Сталина. После развенчивания культа личности стал называться Центральным стадионом имени Степана Шаумяна.
Архитектор стадиона — Арам Ширинян.
С момента основания до 2023 года стадион являлся домашней ареной клуба «Карабах», ныне — «Лернаин Арцах».
По состоянию на 1968 год и 2008 год вместимость составляла 15 тысяч мест.
После провозглашения непризнанной Нагорно-Карабахской Республики (НКР) стал называться Республиканским стадионом имени Степана Шаумяна.
С 2012 по 2023 год на стадионе проводила свои матчи сборная НКР по футболу.
В 2019 году на стадионе прошла церемония открытия VII Панармянских игр, там же проходили футбольные матчи в рамках этих игр.
В сентябре 2023 года в результате боевых действий город Ханкенди перешёл под контроль Азербайджана. 13 ноября стадион был передан на баланс министерства молодёжи и спорта Азербайджана. На стадионе были перекрашены сидения: ранее там был флаг НКР, взамен появилась надпись «Азербайджан» на синем фоне.
21 декабря футбольные клубы «Карабах» из Агдама и МОИК из Баку провели на стадионе матч в рамках 1/8 финала Кубка Азербайджана.